# 어떤 장날
《어떤 장날》은 1984년 8월 5일에 MBC TV에서 방영되었던 베스트셀러극장이다.

## 출연
- 홍성민
- 박상조
- 최봉
- 이영후
- 김용건
- 박은수
- 김영옥
- 이수나
- 이숙
- 김연자
- 송용태
- 김종진
- 신국
- 윤석오
- 차윤회
- 안재은
- 서영애
- 강서영
- 문회원
- 김화란
- 박순천
- 이원재
- 노정아